# Харківський завод тракторних двигунів
Харківський завод тракторних двигунів (ХЗТД) — ПАТ, машинобудівний завод із виробництва та ремонту дизельних двигунів та електродвигунів, розташований у Харкові. Станом на 2012 рік підприємство перебуває у стані ліквідації.

## Історія
Харківський завод тракторних двигунів заснований у 1965 р., спеціалізувався на випуску, ремонті та проектуванні дизельних двигунів і силових установок для сільськогосподарського транспорту. В 2005 р. господарський суд Харківської області ухвалив рішення про ліквідацію підприємства. 

## Продукція
- Двигун СМД-60 – V-подібний 6 циліндровий дизельний двигун потужністю 160 кінських сил, який випускався на Харківському заводі  тракторних двигунів, встановлювався на гусеничні сільськогосподарські трактори Т-150, Т-153 та лісогосподарський трактор Т-157[1]